# Мирна Вас
Мирна Вас (словен. Mirna vas) — поселення в общині Мокроног-Требелно, регіон Південно-Східна Словенія, Словенія.